# El Chocolate
Antonio Núñez Montoya, dit El Chocolate (né à Jerez de la Frontera (Cadix) le 4 mai 1930 et mort à Séville le 19 juillet 2005) est un chanteur (cantaor) de flamenco gitan espagnol.

## Biographie
El Chocolate est un chanteur qui se situe dans la tradition flamenca du cante jondo. Il est célèbre pour ses siguiriyas et connaissait, paraît-il, plus de 3 000 « letras » de fandangos. Il apprit à chanter avec de grands maîtres, El Sordillo de Triana fut son mentor, et Tomás Pavón, Manuel Vallejo ou encore Manolo Caracol l'influencèrent. Il débute dans les auberges de Séville. Sa carrière artistique a été reconnue avec le II Giraldillo del Cante. En 2003, il reçut la médaille d'Andalousie. Chocolate est l'un des plus grands interprètes du « chant » classique, dans des styles tels que les soleáres et les siguiriyas et d'autres genres musicaux plus primitifs du flamenco. Il fait une apparition dans le film Flamenco de Carlos Saura.

## Discographie
- Chocolate, Cobre Viejo ed. Flamenco Vivo 2006 NM 15 849 CD (enregistré en 1999)<